# Exalphus lichenophorus
Exalphus lichenophorus là một loài bọ cánh cứng trong họ Cerambycidae.